# كام أبوت
كام أبوت هو لاعب هوكي جليد كندي، ولد في 24 أكتوبر 1983 في سارنيا في كندا.

## وصلات خارجية
- كام أبوت على موقع EliteProspects.com (الإنجليزية)
- كام أبوت على موقع HockeyDB.com (الإنجليزية)